# Yaël André
Yaël André (née en 1967 à Bruxelles[réf. nécessaire]) est une réalisatrice et une productrice belge de cinéma.

## Biographie
Yaël André a grandi au Maroc. Licenciée en philosophie de l'université libre de Bruxelles en 1990, Yaël André entame ensuite à l'INSAS des études en réalisation cinématographique, qu'elle abandonne cependant très rapidement 
pour aller vivre à Berlin.
De retour, quelques années plus tard, en Belgique, elle se consacre dès lors à la réalisation et à la production de ses films. Cinéaste indépendante, elle auto-produit ses premiers films ; par la suite elle bénéficiera de coproductions de la part de chaînes de télévision publiques, notamment la RTBF et ARTE.

## Caractéristiques de son œuvre
Selon la réalisatrice elle-même, admiratrice de Tati, Keaton et du cinéma burlesque primitif , son cinéma se caractérise par le mélange de fiction et d'images documentaires , et, selon Philippe Simon de Cinergie, par le recours à l'improvisation et à l'humour . Pour Quand je serai dictateur, Yaël André a consulté une centaine d'heures de films familiaux différents en Super 8, les a fait transférer sur support numérique et les a montées ; finalement, un cinquième du film provient d'images filmées par elle-même.

## Filmographie
- 1991 : La Poésie du verre d'eau[6] (film qui n'a jamais été montré.)
- 1995 : Sida et nutrition[6] (film qui n'a jamais été montré.)
- 1998 : Histoires d'amour[7].
- 2002 : Bureau des Inventaires systématiques de la mémoire résiduelle[8].
- 2003 : Les Filles en orange[9].
- 2006 : Portrait d’une rue avec ses habitants[6] (film qui n'a jamais été montré.)
- 2007 : Chats errants (Zones temporaires d'inutilité)[10].
- 2013 : Quand je serai dictateur[11].

## Prix et récompenses
- Magritte du cinéma 2015 : meilleur documentaire pour Quand je serai dictateur[12]